# Cape Breton (udde i Kanada)
Cape Breton är en udde i Kanada.   Den ligger i provinsen Nova Scotia, i den östra delen av landet, 1 200 km öster om huvudstaden Ottawa.
Terrängen inåt land är platt. Havet är nära Cape Breton åt sydost. Trakten är glest befolkad. 